# 프테리고투스
프테리고투스(학명: Pterygotus)는 광익목(소위 바다전갈)에 속하는 멸종한 절지동물의 한 속이다. 에우립테루스와 함께 바다전갈 중 가장 큰 축에 속한다.

## 같이 보기
- 바다전갈의 목록